# تياغو سيلفا (لاعب كرة قدم مواليد 1993)
تياغو سيلفا (بالبرتغالية: Tiago Rafael Maia Silva‏) هو لاعب كرة قدم برتغالي في مركز الوسط، ولد في 2 يونيو 1993 في لشبونة في البرتغال. شارك مع منتخب البرتغال تحت 20 سنة لكرة القدم ومنتخب البرتغال تحت 21 سنة لكرة القدم. أما مع النوادي، فقد لعب مع نادي بيلينينسش.

## وصلات خارجية
- تياغو سيلفا على موقع الاتحاد الدولي (مؤرشف)  (الإنجليزية)
- تياغو سيلفا على موقع الاتحاد الأوربي (الإنجليزية)
- تياغو سيلفا على موقع قاعدة بيانات كرة القدم.إي يو (الإنجليزية)
- تياغو سيلفا على موقع Soccerway.com (الإنجليزية)
- تياغو سيلفا على موقع عالم كرة القدم.نت (الإنجليزية)
- تياغو سيلفا على موقع أوليمبيديا (الإنجليزية)
- تياغو سيلفا على موقع AS.com (الإسبانية)